# Archidiocèse de Luanda
L'archidiocèse métropolitain de Luanda est l'un des trois archidiocèses de l'Angola, qui recouvre la partie septentrionale du pays. Son siège est à Luanda, la capitale du pays. 

## Historique

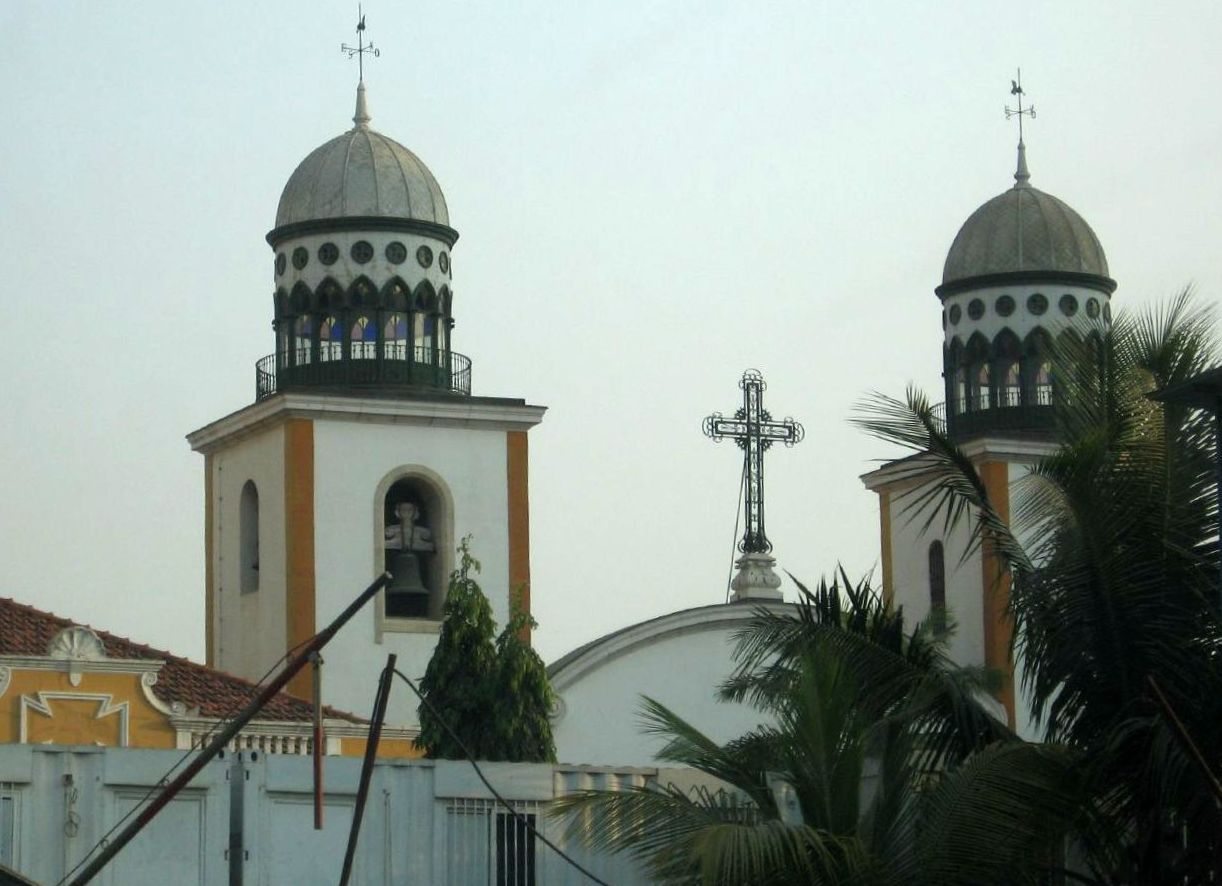
Igreja de Nossa Senhora dos Remédios à Luanda

Le diocèse d'Angola et du Congo est créé ex nihilo en 1596. Les évêques résidèrent dans les premiers temps à São Salvador, capitale du royaume de Kongo. Il est alors suffragant de l'archidiocèse métropolitain de Lisbonne. 
Son territoire est divisé le 4 septembre 1940 pour donner naissances aux diocèses de Nova Lisboa et de Silva Porto (pt). Il est alors érigé en archidiocèse métropolitain et change de dénomination pour devenir l'archidiocèse de Luanda.
Son territoire est à nouveau réduit en 1957 pour créer le diocèse de Malanje, en 1967 pour créer celui de Carmona e São Salvador (pt), en 1975 au bénéfice de celui de Ngunza, en 1984 au bénéfice de celui de Cabinda (en), en 1990 pour créer celui de Ndalatando et finalement en 2007 pour permettre l'érection des diocèses de Viana (en) et de Caxito.
Ses diocèses suffragants sont Cabinda (en), Caxito, Mbanza Congo, Sumbe, Viana.

## Liste des évêques et archevêques
L'archevêque actuel est Mgr Filomeno do Nascimento Vieira Dias (en) depuis décembre 2014. Il a pour auxiliaires Fernando Francisco et António Lungieki Pedro Bengui.
Parmi les anciens archevêques de Luanda, Alexandre do Nascimento est le seul à avoir été créé cardinal (en 1983).